# جبل الجملود
جبل الجِملود عبارة عن جبل بركاني خامد يقع غرب السعودية، ويقع تحديداً في حرة عويرض الواقعة بين منطقتي المدينة المنورة وتبوك. يبلغ ارتفاع الجبل نحو 1584 م.